# Biographisch-autobiographische Reihe der Gegenwart aus dem Verlag der Nation
Die Biographisch-autobiographische Reihe der Gegenwart aus dem Verlag der Nation war eine (unbetitelte) deutschsprachige Buchreihe aus dem  Verlag der Nation (kurz VdN)   in Ost-Berlin. Der Verlag der Nation war der 1948 gegründete Parteiverlag der National-Demokratischen Partei Deutschlands. Er gehörte zu den renommiertesten Buchverlagen der DDR, einer seiner Publikationsschwerpunkte waren Biographien und Autobiographien. Die Reihe erschien von den späteren 1960er Jahren bis Ende der 1980er Jahre.

## Bände (Auswahl)
- Der schwere Entschluß, Wilhelm Adam, ehemaliger 1. Adjutant der 6. Armee, Autobiographie, Unter wissenschaftlicher und literarischer Mitarbeit von Prof. Dr. habil. Otto Rühle, 23. Auflage/1987, 463 S.
- Manfred von Ardenne: Ein glückliches Leben für Technik und Forschung, Autobiographie, 1. Auflage/1972, 432 S.
- Heinrich Becker: Zwischen Wahn und Wahrheit, Autobiographie, 1. Auflage/1972, 381 S.
- Theodor Brugsch: Arzt seit fünf Jahrzehnten, Geschichte einer Gelehrtenfamilie, Autobiographie, 1. Auflage/1986, 351 S.
- Egbert von Frankenberg: Tradition im Kreuzverhör, Meine Familie in der Geschichte, 1. Auflage/1980, 350 S.
- Georg Günther: Gewinne das Leben, Erinnerungen eines Arztes, Autobiographie, 1. Auflage/1989, 333 S.
- Sergej Klementjew: Welle Moskau-Berlin, Meine Begegnungen mit Deutschen in fünf Jahrzehnten, Autobiographie, 1. Auflage/1976, 383 S.
- Helmut Kraatz: Zwischen Klinik und Hörsaal, Ein Frauenarzt sieht sich in seiner Zeit, Autobiographie, 1. Auflage/1977, 406 S.
- Bernt von Kügelgen: Die Nacht der Entscheidung, Erinnerung an Familie und Jugend, Autobiographie, 2. Auflage/1985, 494 S.
- Mischket Liebermann: Aus dem Ghetto in die Welt, Rabbitochter, Schauspielerin, Politruk, Arbeit unter deutschen Kriegsgefangenen, Autobiographie, 1. Auflage/1977, 333 S.
- Lew Ljubimow[2]: Zwischen Petersburg und Paris, Ein russischer Aristokrat berichtet von Emigration und Heimkehr in die Sowjetunion, 1. Auflage/1975, 415 S.
- Justas Paleckis: In zwei Welten, Aus der litauischen Dorfschmiede in den Moskauer Kreml, Autobiographie, 1. Auflage/1976, 416 S.
- Rudolf Petershagen: Gewissen in Aufruhr, Autobiographischer Bericht, 17. Auflage/1972, 305 S.
- Hans Pischner. Premieren eines Lebens, Autobiographie, 1. Auflage/1986, 476 S.
- Wolfgang Gans Edler Herr zu Putlitz: Unterwegs nach Deutschland, Erinnerungen eines ehemaligen Diplomaten, Autobiographie, 18. Auflage/1976, 348 S.
- Otto Rühle: Genesung in Jelabuga, Kessel Stalingrad, Antifa-Schule für ein neues Deutschland, Autobiographischer Bericht, 1. Auflage/1967, 498 S.
- Maximilian Scheer: Ein unruhiges Leben, Erlebnisse auf vier Kontinenten, 1. Auflage/1975, 444 S.
- Max Steenbeck: Impulse und Wirkungen, Schritte auf meinem Lebensweg, 1. Auflage/1977, 447 S.
- Der rote Graf, Alexander Stenbock-Fermor, Baltischer Aristokrat, Weißgardist, Bergarbeiter, Widerstandskämpfer, Schriftsteller, Autobiographie, 3. Auflage/1976, 511 S.
- Helmut Welz: In letzter Stunde, Die Entscheidung des Generals Arno von Lenski, Biographie nach Aufzeichnungen Arno von Lenskis, 5. Auflage/1985, 383 S.
- Einer vom Jahrgang 22, Horst Winkler berichtet vom ungewöhnlichen Weg eines Fabrikantensohnes, Autobiographie, 1. Auflage/1970, 486 S.
- Bruno Winzer: Soldat in drei Armeen, Bruno Winzer berichtet über Erlebnisse in Reichswehr, Wehrmacht und Bundeswehr, autobiographischer Bericht, 1. Auflage/1968, 535 S.